# إيريكو سوزا
إيريكو سوزا (بالبرتغالية: Érico Sousa‏) هو لاعب كرة قدم برتغالي في مركز الهجوم، ولد في 12 مارس 1995. لعب مع نادي تساليه.

## وصلات خارجية
- إيريكو سوزا على موقع قاعدة بيانات كرة القدم.إي يو (الإنجليزية)
- إيريكو سوزا على موقع Soccerway.com (الإنجليزية)